# Abelón
Abelón es una localidad española perteneciente al municipio de Moral de Sayago, en la provincia de Zamora, y la comunidad autónoma de Castilla y León.
Su término pertenece a la histórica y tradicional comarca de Sayago, con la que comparte sus especiales características, en especial de paisaje natural y urbano. Sus casas aún presentan la estructura y elementos tradicionales de la casa sayaguesa, con sus suelos de lanchas de piedra, la prezacasa y la cocina con chimenea de campana. El recorrido por sus calles, el paseo por entre sus cortinas y arboledas permitirán al visitante llegar a olvidar el tiempo.

## Situación
Se sitúa al este de la capital municipal y se encuentra atravesada por la carretera principal del municipio. 

## Toponimia
Según algunos estudiosos, el nombre de Abelón proviene  del nombre de la diosa de la guerra Belona. Se desconoce el año de su fundación, pero la primera vez que se menciona en la historia, fue en el año 976. Al parecer, era una villa llamada Belone que pertenecía al monasterio de Sahagún, aunque tal referencia parecería dirigirse a otro topónimo independiente, en tierras leonesas. En opinión de Riesco Chueca, sin embargo, parecería derivar del nombre de un propietario medieval, Abellonius. La forma Abelón se explica desde un genitivo *(villa) Abellonii, que evoluciona regularmente a *Abelone, cuya vocal final, interpretada como paragógica, está expuesta a caída también regular. Se trata un viejo nombre galo latinizado Abolenus-Abelonius. Se podría cuestionar su presencia en Zamora; pero ello no debe extrañar a la luz del fuerte influjo transpirenaico en la ciudad y su entorno, como refleja, por ejemplo, el culto a San Frontis. El nombre tuvo algún curso en la España medieval: en el archivo de la catedral de León, un Abellonius (939); un Abellonio el tumbo de Celanova (962).

## Historia
Los restos prerromanos y romanos en las cortinas que se hallan al sureste de la iglesia y la ubicación de la localidad, junto a la Calzada Mirandesa, atestiguan la antigüedad de la población.
En la Edad Media, Abelón quedó integrado en el Reino de León, época en que habría sido repoblado por sus monarcas en el contexto de las repoblaciones llevadas a cabo en Sayago, datando su primera referencia escrita del siglo XIII.
Posteriormente, en la Edad Moderna, Abelón estuvo integrado en el partido de Sayago de la provincia de Zamora, tal y como reflejaba en 1773 Tomás López en Mapa de la Provincia de Zamora.
Perteneció a la cuadrilla de Luelmo, que era una de las cuatro en que se dividía el antiguo partido de Sayago dentro de la jurisdicción de la ciudad de Zamora.
Así, al reestructurarse las provincias y crearse las actuales en 1833, la localidad se mantuvo en la provincia zamorana, dentro de la Región Leonesa, integrándose en 1834 en el partido judicial de Bermillo de Sayago, dependencia que se prolongó hasta 1983, cuando fue suprimido el mismo e integrado en el partido judicial de Zamora.

## Hidrografía
Tres arroyos cruzan el pueblo: el Peña Velasco, la Llaga y la Cunca, cerca del río Duero. 

## Geografía humana

### Demografía
| Gráfica de evolución demográfica de Abelón entre 1842 y 1970 |
| |
| Población de derecho según los censos de población del INE Población de hecho según los censos de población del INEEntre el censo de 1857 y el anterior, crece el término del municipio porque incorpora a 495057 (Fresnadillo) Entre el censo de 1981 y el anterior, este municipio desaparece porque se integra por partes en los municipios 49023 (Bermillo de Sayago) y 49152 (Pereruela) |

| 2000 | 2001 | 2002 | 2003 | 2004 | 2005 | 2006 | 2007 | 2008 | 2009 | 2010 | 2011 | 2012 | 2013 |
| 148  | 149  | 142  | 136  | 138  | 137  | 133  | 131  | 133  | 132  | 129  | 123  | 121  | 114  |

## Patrimonio
Cerca del pueblo, se encuentra los restos de una antigua calzada romana llamada Miranda, que también pasaba por el paraje Dehesa de La Albañeza. En dicha zona, la calzada salvaba la rivera de Fadoncino, por un puente llamado La Albañeza. El puente es considerado el monumento más destacado del pueblo, situado entre los límites de Moral de Sayago y Pereruela. Se supone que fue un puente romano, reformado durante la época de la Reconquista. 
En el pueblo, durante las obras de la nueva casa rectoral de Abelón, fueron descubiertos unas sepulturas antiguas, esculturas de toros y gatos construidos en granito. 

## Fiestas
La fiesta de San Martín el 11 de noviembre.
La fiesta más relevante es la de San Felipe, el día 1 de mayo.
Romería de la Virgen de San Vicente, el último fin de semana de abril.